# Jean-Joseph Farre
Jean-Joseph Frédéric Albert Farre (15 de mayo de 1816, Valence - 24 de marzo de 1887, París) fue un general y estadista francés.